# 杂色球蛛
杂色球蛛（学名：Theridion poecilum）为球蛛科球蛛属的动物。在中国大陆，分布于湖北等地。该物种的模式产地在湖北神农架。